# Melitaea tessellata
Melitaea tessellata är en fjärilsart som beskrevs av Stephens 1827. Melitaea tessellata ingår i släktet Melitaea och familjen praktfjärilar. Inga underarter finns listade i Catalogue of Life.